# Partido de Merlo
Partido de Merlo är en kommun i Argentina.   Den ligger i provinsen Buenos Aires, i den centrala delen av landet, 30 km väster om huvudstaden Buenos Aires. Antalet invånare är 524 207. Arean är 173 kvadratkilometer.
Terrängen i Partido de Merlo är mycket platt.
Trakten runt Partido de Merlo består till största delen av jordbruksmark. Runt Partido de Merlo är det mycket tätbefolkat, med 4 039 invånare per kvadratkilometer.